# Volta al Brabant flamenc
La Volta al Brabant flamenc (en neerlandès: Ronde van Vlaams-Brabant) és una cursa ciclista per etapes que es disputa al Brabant Flamenc, a Bèlgica. La cursa es creà el 1998.

## Palmarès
| Any  | Vencedor              | Segon                 | Tercer              |
| ---- | --------------------- | --------------------- | ------------------- |
| 1998 | Ben Berden            | Gianni Rivera         | Peter Van Santvliet |
| 1999 | Dennis Heij           | Nico Sijmens          | Steven De Cuyper    |
| 2000 | Danny Van Capellen    | Matti Helminen        | Guido Ringoet       |
| 2001 | Nick Nuyens           | Nico Kuypers          | Chris Deckers       |
| 2002 | Jarno Vanfrachem      | Bart Wellens          | Bart Dockx          |
| 2003 | Danny Verelst         | David Boucher         | Martin Vestby       |
| 2004 | Koen de Kort          | Tom Stubbe            | Rick Flens          |
| 2005 | Thomas Berkhout       | Kenny De Ketele       | Sven Van den Houte  |
| 2006 | Geert Steurs          | Danny Verelst         | Bart Laeremans      |
| 2007 | Kurt Van Goidsenhoven | Jürgen Roelandts      | Florian Guillou     |
| 2008 | Danny Verelst         | Sven Nooytens         | Sep Vanmarcke       |
| 2009 | Clinton Avery         | Jeroen Lepla          | Kees Heytens        |
| 2010 | Stijn Steels          | Benjamin Verraes      | Davy De Scheemaeker |
| 2011 | Kevin De Jonghe       | Benjamin Verraes      | Yves Lampaert       |
| 2012 | Benjamin Verraes      | Sibrecht Pieters      | Darijus Džervus     |
| 2013 | Ryan Wills            | Ruben Pols            | Matthias Legley     |
| 2014 | Dimitri Claeys        | Dries De Bondt        | Julien Taramarcaz   |
| 2015 | Sven Nys              | Tim Merlier           | Aimé De Gendt       |
| 2016 | Guillaume Seye        | Julien Van den Brande | Timothy Stevens     |
| 2017 | Mathijs Paasschens    | Thomas Gibbons        | Laurent Creffier    |